# Curaçaos voetbalelftal in 2011
Het Curaçaos voetbalelftal speelde in totaal twaalf interlands in het jaar 2011, waaronder de eerste interland sinds de stop van het voetbalelftal van de Nederlandse Antillen in 2010. Curaçao speelde op 19 augustus zijn eerste interland op vriendschappelijke basis tegen de Dominicaanse Republiek. De selectie van Curaçao stond gedurende 2011 onder leiding van de Argentijn Manuel Bilches. Op de FIFA-wereldranglijst eindigde het land in zijn eerste jaar op de 151ste positie.

## Balans
| Wedstrijden | Wedstrijden | Wedstrijden | Wedstrijden | Doelpunten | Doelpunten | Doelpunten | Punten |
| Gespeeld    | Winst       | Gelijk      | Verlies     | Voor       | Tegen      | Saldo      | Punten |
| ----------- | ----------- | ----------- | ----------- | ---------- | ---------- | ---------- | ------ |
| 12          | 2           | 2           | 8           | 18         | 26         | –8         | 0.461  |

## Interlands
|                                                      |                        |       |         |                                                                         |
| 19 augustus Vriendschappelijk № 1 «onderlinge duels» | Dominicaanse Republiek | 1 – 0 | Curaçao | Estadio Panamericano, San Cristóbal Scheidsrechter: Sandy Vasquez (DOM) |
| 19 augustus Vriendschappelijk № 1 «onderlinge duels» | Johan Cruz 70'         |       |         | Estadio Panamericano, San Cristóbal Scheidsrechter: Sandy Vasquez (DOM) |

|                                                      |                        |       |         |                                                                               |
| 21 augustus Vriendschappelijk № 2 «onderlinge duels» | Dominicaanse Republiek | 1 – 0 | Curaçao | Estadio Panamericano, San Cristóbal Scheidsrechter: Juan Carlos Hidalgo (DOM) |
| 21 augustus Vriendschappelijk № 2 «onderlinge duels» | Fernando Casanova 29'  |       |         | Estadio Panamericano, San Cristóbal Scheidsrechter: Juan Carlos Hidalgo (DOM) |

|                                                                 |                                                                                          |       |                                      |                                                                                              |
| 2 september Kwalificatie WK 2014 Groep F № 3 «onderlinge duels» | Antigua en Barbuda                                                                       | 5 – 2 | Curaçao                              | Sir Vivian Richards Stadium, Antigua Toeschouwers: 2.000 Scheidsrechter: Javier Santos (PUR) |
| 2 september Kwalificatie WK 2014 Groep F № 3 «onderlinge duels» | Marc Joseph 42' Quinton Griffith 45' Tamarley Thomas 54' Peter Byers 75' Peter Byers 80' |       | 9' Rihairo Meulens 74' Rocky Siberie | Sir Vivian Richards Stadium, Antigua Toeschouwers: 2.000 Scheidsrechter: Javier Santos (PUR) |

|                                                                 |                                        |       |                                                                                             |                                                                                         |
| 6 september Kwalificatie WK 2014 Groep F № 4 «onderlinge duels» | Curaçao                                | 2 – 4 | Haïti                                                                                       | Ergilio Hatostadion, Willemstad Toeschouwers: 5.000 Scheidsrechter: Jeffrey Solís (CRC) |
| 6 september Kwalificatie WK 2014 Groep F № 4 «onderlinge duels» | Orin de Waard 12' Angelo Zimmerman 43' |       | 37' Kevin Lafrance 58' James Marcelin 61' Wilde Donald Guerrier 75' (e.d.) Angelo Zimmerman | Ergilio Hatostadion, Willemstad Toeschouwers: 5.000 Scheidsrechter: Jeffrey Solís (CRC) |

|                                                       |                                      |       |         |                                                                                           |
| 23 september Vriendschappelijk № 5 «onderlinge duels» | Suriname                             | 2 – 0 | Curaçao | André Kamperveenstadion, Paramaribo Toeschouwers: 6.000 Scheidsrechter: Andy Pireau (SUR) |
| 23 september Vriendschappelijk № 5 «onderlinge duels» | Stefano Rijssel 25' Milton Pinas 60' |       |         | André Kamperveenstadion, Paramaribo Toeschouwers: 6.000 Scheidsrechter: Andy Pireau (SUR) |

|                                                       |                                          |       |                                   |                                                                                           |
| 25 september Vriendschappelijk № 6 «onderlinge duels» | Suriname                                 | 2 – 2 | Curaçao                           | André Kamperveenstadion, Paramaribo Toeschouwers: 6.000 Scheidsrechter: Andy Pireau (SUR) |
| 25 september Vriendschappelijk № 6 «onderlinge duels» | Evani Esperance 14' Giovanni Drenthe 61' |       | 27' Mirco Colina 66' Mirco Colina | André Kamperveenstadion, Paramaribo Toeschouwers: 6.000 Scheidsrechter: Andy Pireau (SUR) |

|                                                               |         |                     |                    |                                                                                       |
| 7 oktober Kwalificatie WK 2014 Groep F № 7 «onderlinge duels» | Curaçao | 0 – 3               | Antigua en Barbuda | Ergilio Hatostadion, Willemstad Toeschouwers: 2.563 Scheidsrechter: Oscar Reyna (GUA) |
| 7 oktober Kwalificatie WK 2014 Groep F № 7 «onderlinge duels» |         | 73' Tamarley Thomas |                    | Ergilio Hatostadion, Willemstad Toeschouwers: 2.563 Scheidsrechter: Oscar Reyna (GUA) |

|                                                                |                                                        |       |                                   |                                                                                           |
| 11 oktober Kwalificatie WK 2014 Groep F № 8 «onderlinge duels» | Haïti                                                  | 2 – 2 | Curaçao                           | Sylvio Catorstadion, Port-au-Prince Toeschouwers: 7.800 Scheidsrechter: Leon Clarke (SLA) |
| 11 oktober Kwalificatie WK 2014 Groep F № 8 «onderlinge duels» | Jean-Eudes Maurice 25' (pen.) Kervens Belfort Fils 60' |       | 7' Rocky Siberie 14' Sendley Bito | Sylvio Catorstadion, Port-au-Prince Toeschouwers: 7.800 Scheidsrechter: Leon Clarke (SLA) |

|                                                                 |                             |                                                     |         |                                                                                               |
| 11 november Kwalificatie WK 2014 Groep F № 9 «onderlinge duels» | Amerikaanse Maagdeneilanden | 0 – 3                                               | Curaçao | Paul E. Joseph Stadium, Frederiksted Toeschouwers: 210 Scheidsrechter: Mauricio Navarro (CAN) |
| 11 november Kwalificatie WK 2014 Groep F № 9 «onderlinge duels» |                             | 8' Rocky Siberie 14' Rocky Siberie 26' Sendley Bito |         | Paul E. Joseph Stadium, Frederiksted Toeschouwers: 210 Scheidsrechter: Mauricio Navarro (CAN) |

|                                                                  | |       |                             |                                                                                           |
| 15 november Kwalificatie WK 2014 Groep F № 10 «onderlinge duels» | Curaçao | 6 – 1 | Amerikaanse Maagdeneilanden | Ergilio Hatostadion, Willemstad Toeschouwers: 2.000 Scheidsrechter: Valdin Legister (JAM) |
| 15 november Kwalificatie WK 2014 Groep F № 10 «onderlinge duels» | Shanon Carmelia 33' Rocky Siberie 40' Everon Espacia 73' Shanon Carmelia 78' Rocky Siberie 86' Angelo Cijntje 90' |       | 51' Keithroy Cornelius      | Ergilio Hatostadion, Willemstad Toeschouwers: 2.000 Scheidsrechter: Valdin Legister (JAM) |

|                                                               |                  |       |                                                       |                                                                                                  |
| 2 december ABCS-toernooi Eerste ronde № 11 «onderlinge duels» | Curaçao          | 1 – 3 | Bonaire                                               | Dr. Ir. F. Essed Stadion, Paramaribo Toeschouwers: 3.500 Scheidsrechter: Enrico Wijngaarde (SUR) |
| 2 december ABCS-toernooi Eerste ronde № 11 «onderlinge duels» | Sendley Bito 10' |       | 25' Kenny Kunst 72' Ivanny Calvenhoven 87' André Piar | Dr. Ir. F. Essed Stadion, Paramaribo Toeschouwers: 3.500 Scheidsrechter: Enrico Wijngaarde (SUR) |

|                                                               |                                     |       |         |                                                          |
| 4 december ABCS-toernooi Troostfinale № 12 «onderlinge duels» | Suriname                            | 2 – 0 | Curaçao | Dr. Ir. F. Essed Stadion, Paramaribo Toeschouwers: 3.500 |
| 4 december ABCS-toernooi Troostfinale № 12 «onderlinge duels» | Stefano Baneti 46' Emilio Limon 76' |       |         | Dr. Ir. F. Essed Stadion, Paramaribo Toeschouwers: 3.500 |

## FIFA-wereldranglijst
| JAN | FEB | MAR | APR | MEI | JUN | JUL | AUG | SEP | OKT | NOV | DEC |
| --- | --- | --- | --- | --- | --- | --- | --- | --- | --- | --- | --- |
| 150 | 150 | 146 | 152 | 152 | 150 | 157 | 166 | 178 | 171 | 149 | 151 |

## Statistieken
| Rugenio Josephia       | 1989-12-01 | NOAD                       | 5 | 0 | 0 | 5 | 0 |
| Rowendy Sumter         | 1988-03-19 | CRKSV Jong Holland         | 3 | 1 | 0 | 4 | 0 |
| Wencho Farrell         | 1982-12-25 | HCSC                       | 2 | 0 | 0 | 2 | 0 |
| Marcello Pisas         | 1977-09-04 | CSD Barber                 | 1 | 1 | 0 | 2 | 0 |
| Ruduensly Giterson     | 1985-03-05 | Union Deportivo Banda Abou | 1 | 0 | 0 | 1 | 0 |
| Verdediging            |            |                            |   |   |   |   |   |
| Cuco Martina           | 1989-09-25 | RKC Waalwijk               | 9 | 0 | 0 | 9 | 0 |
| Glenciéne Gregoria     | 1992-09-17 | RKVFC Sithoc               | 8 | 0 | 0 | 8 | 0 |
| Angelo Cijntje         | 1980-11-09 | SC Veendam                 | 6 | 0 | 1 | 6 | 1 |
| Joël Victoria          | 1990-04-07 | SV VESTA                   | 4 | 2 | 0 | 6 | 0 |
| Jervine Mook           | 1990-05-28 | SUBT                       | 4 | 0 | 0 | 4 | 0 |
| Fernando Zimmerman     | 1992-05-31 | CRKSV Jong Holland         | 3 | 1 | 0 | 4 | 0 |
| Hubertson Pauletta     | 1989-06-03 | SC Feyenoord               | 3 | 0 | 0 | 3 | 0 |
| Bryan Anastatia        | 1992-07-14 | CRKSV Jong Holland         | 3 | 0 | 0 | 3 | 0 |
| Soranley Tomsjansen    | 1984-05-21 | SV Hubentut Fortuna        | 2 | 1 | 0 | 3 | 0 |
| Angelo Zimmerman       | 1984-03-19 | WKE                        | 2 | 0 | 1 | 2 | 1 |
| Nuelson Wau            | 1980-12-17 | SC Cambuur                 | 2 | 0 | 0 | 2 | 0 |
| Genaro Cicilia         | 1981-06-28 |                            | 2 | 0 | 0 | 2 | 0 |
| Gillian Justiana       | 1991-03-05 | Helmond Sport              | 1 | 1 | 0 | 2 | 0 |
| Richenel Doran         | 1978-07-16 | CSD Barber                 | 1 | 1 | 0 | 2 | 0 |
| Rensley Celestina      | 1987-08-13 | CRKSV Jong Holland         | 1 | 1 | 0 | 2 | 0 |
| Garshon Sambo          | 1989-08-15 | SV VESTA                   | 1 | 1 | 0 | 2 | 0 |
| Raynick Damasco        | 1991-03-07 | AGOVV Apeldoorn            | 0 | 2 | 0 | 2 | 0 |
| Ruchendro Kierindongo  | 1993-06-03 | SV VESTA                   | 0 | 1 | 0 | 1 | 0 |
| Middenveld             |            |                            |   |   |   |   |   |
| Christy Bonevacia      | 1985-12-25 | Zwaluwen '30               | 6 | 0 | 0 | 6 | 0 |
| Everon Espacia         | 1984-02-22 | SV Hubentut Fortuna        | 4 | 2 | 1 | 6 | 1 |
| Frenly Servania        | 1988-06-04 |                            | 4 | 2 | 0 | 6 | 0 |
| Shanon Carmelia        | 1989-03-20 | Sportclub N.E.C.           | 5 | 0 | 2 | 5 | 2 |
| Gersinio Constansia    | 1990-04-06 | GVV Unitas                 | 2 | 1 | 0 | 3 | 0 |
| Jamian de Kaster       | 1989-09-29 | SV Britannia               | 1 | 2 | 0 | 3 | 0 |
| Jerry Cleofa           | 1990-09-26 | CSD Barber                 | 2 | 0 | 0 | 2 | 0 |
| Vilyson Lake           | 1987-02-08 | CSD Barber                 | 2 | 0 | 0 | 2 | 0 |
| Shurvey Delando        | 1990-09-02 | Union Deportivo Banda Abou | 1 | 1 | 0 | 2 | 0 |
| Luidjino Hojer         | 1988-02-05 | SV Victory Boys            | 0 | 2 | 0 | 2 | 0 |
| Ashar Bernardus        | 1985-12-21 | CSD Barber                 | 0 | 2 | 0 | 2 | 0 |
| Ivanny Calvenhoven     | 1991-01-04 | RKSV Centro Dominguito     | 0 | 1 | 0 | 1 | 0 |
| Mardwingelo Florentina | 1990-10-03 | SV VESTA                   | 0 | 1 | 0 | 1 | 0 |
| Lenard Isenia          | 1990-04-25 | RKSV Scherpenheuvel        | 0 | 1 | 0 | 1 | 0 |
| Jizhar Santiroma       | 1991-12-18 | SV Hubentut Fortuna        | 0 | 1 | 0 | 1 | 0 |
| Jefferson Williams     | 1984-07-26 | SV VESTA                   | 0 | 1 | 0 | 1 | 0 |
| Aanval                 |            |                            |   |   |   |   |   |
| Rocky Siberie          | 1982-03-24 | ASD Pro Settimo & Eureka   | 6 | 0 | 6 | 6 | 6 |
| Sendley Bito           | 1983-07-20 | Tavrija Simferopol         | 6 | 0 | 3 | 6 | 3 |
| Mirco Colina           | 1990-05-23 | SV VESTA                   | 4 | 2 | 2 | 6 | 2 |
| Dayman Lodovica        | 1989-08-16 | Union Deportivo Banda Abou | 6 | 0 | 0 | 6 | 0 |
| Charles Martina        | 1989-01-31 | CSD Barber                 | 3 | 1 | 0 | 4 | 0 |
| Javier Martina         | 1987-02-01 | Toronto FC                 | 2 | 1 | 0 | 3 | 0 |
| Dyron Daal             | 1983-10-11 | South China AA             | 2 | 0 | 0 | 2 | 0 |
| Anton Jongsma          | 1983-01-13 | WKE                        | 2 | 0 | 0 | 2 | 0 |
| Orlando Smeekes        | 1981-12-28 | SV Wehen                   | 2 | 0 | 0 | 2 | 0 |
| Ramiro Griffith        | 1977-06-26 | CSD Barber                 | 2 | 0 | 0 | 2 | 0 |
| Munier Asiedu          | 1992-01-29 | CRKSV Jong Colombia        | 2 | 0 | 0 | 2 | 0 |
| Harley Djaoen          | 1987-06-10 | SUBT                       | 1 | 1 | 0 | 2 | 0 |
| Ayrichson Maria        | 1989-03-30 | SV VESTA                   | 0 | 2 | 0 | 2 | 0 |
| Orin de Waard          | 1983-12-04 | FC Lienden                 | 1 | 1 | 1 | 2 | 1 |
| Rihairo Meulens        | 1988-06-03 | Almere City FC             | 1 | 0 | 1 | 1 | 1 |
| Stallone Isenia        | 1987-12-05 | SV Britannia               | 1 | 0 | 0 | 1 | 0 |
| Quinston Bartholomeus  | 1994-02-25 | SV VESTA                   | 0 | 1 | 0 | 1 | 0 |
| Kenny Kunst            | 1986-11-01 | RKSV Centro Dominguito     | 0 | 1 | 0 | 1 | 0 |

FFK · A-internationals · Curaçaos vrouwenelftal · Olympisch elftal
2011 – 2019 ·
2020 – 2029
2011 · 
2012 · 
2013 · 
2014 · 
2015 ·
2016 ·
2017 ·
2018 ·
2019 ·
2020 ·
2021 ·
2022 ·
2023 ·
2024 ·
2025
Amerikaanse Maagdeneilanden ·
Antigua en Barbuda ·
Argentinië ·
Aruba ·
Bahrein ·
Barbados ·
Bolivia ·
Britse Maagdeneilanden ·
Canada ·
Colombia ·
Costa Rica ·
Cuba ·
Dominicaanse Republiek ·
El Salvador ·
Grenada ·
Guatemala ·
Guyana ·
Haïti ·
Honduras ·
India ·
Indonesië ·
Jamaica ·
Kazachstan ·
Mexico ·
Montserrat ·
Nieuw-Zeeland ·
Nicaragua ·
Panama ·
Puerto Rico ·
Qatar ·
Saint Kitts en Nevis ·
Saint Lucia ·
Saint Vincent en de Grenadines ·
Suriname ·
Trinidad en Tobago ·
Verenigde Staten ·
Vietnam